# NGC 663
NGC 663, (noto anche come C 10), è un piccolo ammasso aperto nella costellazione di Cassiopea; si tratta di uno dei tanti ammassi aperti individuabili in questo tratto di Via Lattea boreale. Quest'ammasso fu scoperto sul finire del XVIII secolo da William Herschel; la sua distanza è di circa 7900 anni luce.

## Osservazione

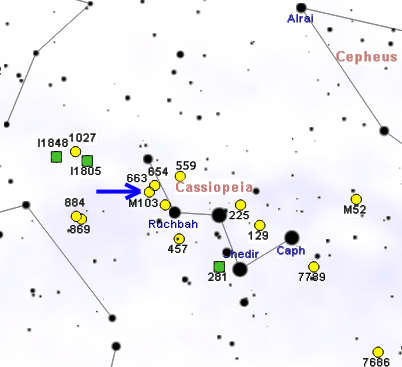
Mappa per individuare NGC 663.

Si individua 2 gradi a NE di δ Cassiopeiae (Ruchbah); è visibile con un binocolo 10x50 come un alone chiaro circondato su quattro lati da stelle di ottava e nona magnitudine. Per risolvere la parte centrale dell'oggetto occorrono strumenti più potenti, in grado di rilevare stelle di undicesima e dodicesima magnitudine; con un telescopio amatoriale da 100-120mm è possibile risolverlo completamente e già a 70x si evidenziano diverse decine di componenti. Con strumenti ancora maggiori la risoluzione è ottimale e le componenti appaiono anche abbastanza separate.
NGC 663 ha una declinazione fortemente boreale, pertanto si presenta circumpolare da gran parte dell'emisfero nord, fino alle latitudini subtropicali; sebbene il periodo in cui raggiunge la sua massima altezza nel cielo serale sia compreso fra i mesi di settembre e dicembre, in gran parte dell'emisfero nord resta visibile per tutte notti dell'anno. Dall'emisfero sud, al contrario, la sua visibilità è limitata alle regioni comprese fra l'equatore e le regioni immediatamente a sud del Tropico del Capricorno.

## Storia delle osservazioni
NGC 663 venne scoperto da William Herschel il 3 novembre 1787 assieme a diversi altri ammassi aperti vicini, osservando attraverso il suo telescopio riflettore da 18,7 pollici; egli lo descrisse come un brillante ed esteso ammasso ricco di stelle piuttosto luminose. Suo figlio John Herschel lo riosservò in seguito e lo inserì nel suo General Catalogue of Nebulae and Clusters col numero 392.

## Caratteristiche

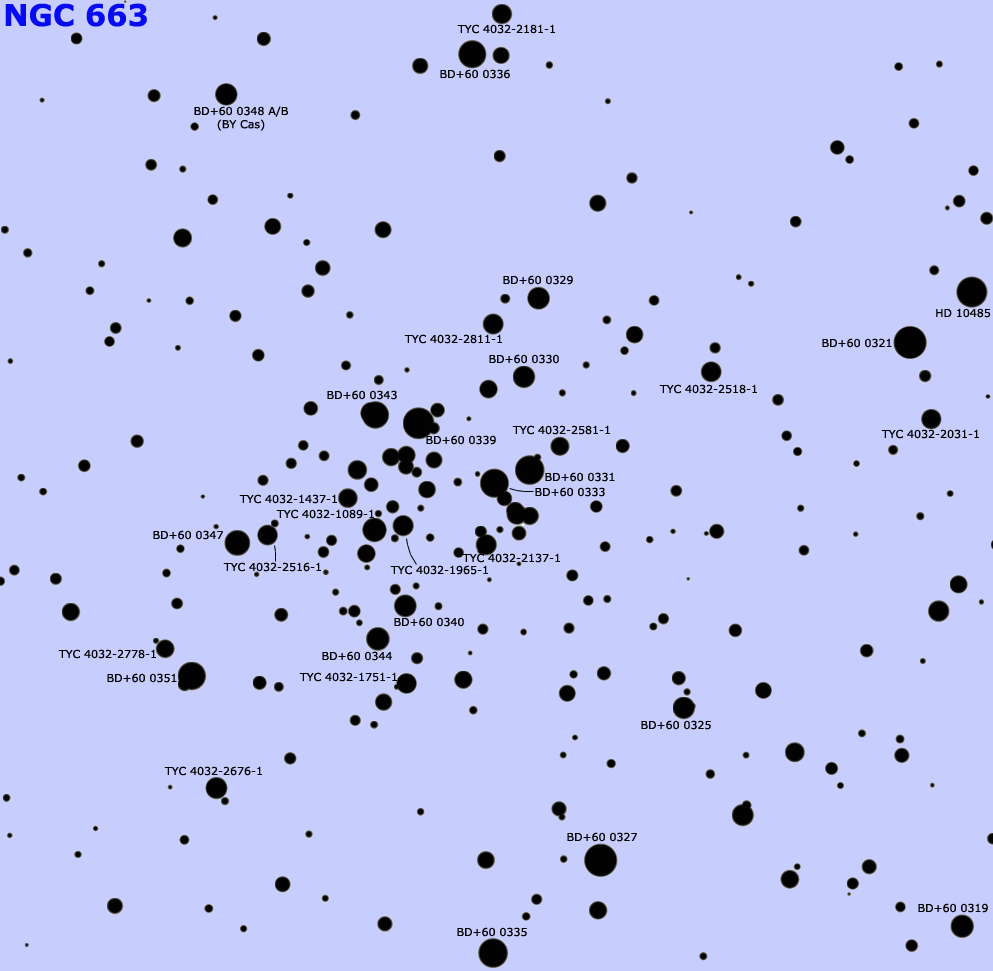
Mappa dettagliata di NGC 663.

L'ammasso conta un centinaio di componenti; le stelle più luminose si concentrano sul lato nord, in particolare due stelle di ottava grandezza e due di nona, da cui partono due "grappoli" distinti di stelle meno appariscenti. Nelle sue regioni centrali sono presenti alcune stelle variabili di classe spettrale B; queste stelle si pensa che ruotino ad alta velocità e che possiedano una forma schiacciata ai poli, similmente a come si verifica per Vega e per Achernar. Una di queste componenti è anche una sorgente di raggi X, il che potrebbe indicare una relazione con una stella di neutroni. Le regioni interne all'ammasso appaiono prive di tracce di nebulosità, la quale è stata probabilmente spazzata via dalla forte azione del vento stellare delle stelle più massicce oppure dall'esplosione di alcune di queste come supernovae. Inoltre, fra le componenti stellari di pre-sequenza principale di massa inferiore a 1,7 M⊙ solo un 13% presentano dischi circumstellari o emissioni nella banda dell'Hα.
Fra le stelle di NGC 663 sono note alcune variabili, fra le quali una binaria a eclisse di tipo EA e una di tipo EB, una variabile Beta Cephei, e diverse stelle di classe spettrale B con forti linee di emissione; a queste si aggiungono due variabili RR Lyrae, le quali sarebbero però stelle di campo probabilmente non legate fisicamente all'ammasso. Entro un raggio di 30' dal centro dell'ammasso sono note 25 stelle Be, fra le quali alcune presentano una lieve variabilità.
NGC 663 fa parte dell'associazione OB Cas OB8, che si estende in direzione del settore più centrale della costellazione di Cassiopea; con una distanza stimata sui 2420 parsec (7900 anni luce), viene a trovarsi nel Braccio di Perseo fra le vicine associazioni Cas OB1 e Per OB1. Diverse sue stelle membri sono ben osservabili anche con un piccolo binocolo e ingloba al suo interno anche altri fra gli ammassi aperti più famosi di Cassiopea, come M103, NGC 654 e NGC 659. La quasi totale assenza di stelle di fondo nella direzione di NGC 663 indice a pensare che esso si trovi di fronte a una densa nube molecolare, che oscura le regioni galattiche più remote.
L'età media dell'ammasso è stata stimata attorno ai 13-15 milioni di anni, sebbene alcune stime indichino età leggermente maggiori, attorno ai 20-25 milioni di anni; fra le sue componenti di massa medio-piccola vi sono diverse stelle di massa simile a quella solare, le quali, secondo uno studio del 2005, sarebbero sulla sequenza principale. Questo fatto però contrasta con le stime sull'età dell'ammasso, poiché una stella di massa simile al Sole per raggiungere la fase stabile del suo ciclo vitale impiega circa 50 milioni di anni; una possibile spiegazione per questa discrepanza sarebbe che le componenti di massa minore si siano formate durante una precedente ondata di formazione stellare.

### Opere generali
- (EN) Stephen James O'Meara, Deep Sky Companions: The Caldwell Objects, Cambridge University Press, 2003, ISBN 0-521-55332-6.
- (EN) Jay M. Pasachoff, Atlas of the Sky, in Stars and Planets, New York, NY, Peterson Field Guides, 2000, ISBN 0-395-93432-X.
- (EN) Sir Patrick Caldwell-Moore, Firefly: Atlas of the Universe, Firefly Books Limited, 2003, ISBN 1-55297-819-2.

### Carte celesti
- Tirion, Rappaport, Lovi, Uranometria 2000.0 - Volume I - The Northern Hemisphere to -6°, Richmond, Virginia, USA, Willmann-Bell, inc., 1987, ISBN 0-943396-14-X.
- Tirion, Sinnott, Sky Atlas 2000.0, 2ª ed., Cambridge, USA, Cambridge University Press, 1998, ISBN 0-933346-90-5.